# 澤田拓子
澤田 拓子（さわだ たくこ、1955年3月11日 - ）は、日本の実業家。塩野義製薬副会長、京都大学産学官連携担当理事、コニカミノルタ取締役兼取締役会議長。

## 人物
神戸女学院高等学部を経て、1977年京都大学農学部卒業後、塩野義製薬入社。
医薬開発部長、執行役員、常務執行役員、専務執行役員、上席執行役員等を経て、2018年取締役副社長。2019年関西経済連合会理事。2020年から取締役副社長ヘルスケア戦略本部長として、ヘルスケア戦略部門、経営戦略部門及び医薬事業部門を監督。AMR Action Fund取締役。2021年バイオコミュニティ関西委員長。
2022年取締役副会長、京都大学産学官連携担当理事、2023年コニカミノルタ取締役、関西経済連合会副会長、2025年コニカミノルタ取締役兼取締役会議長。